# Малазька діоцезія
Ма́лазька діоце́зія (лат. Dioecesis Malacitanus; ісп. Diócesis de Málaga) — діоцезія римського обряду Католицької церкви в Іспанії, з центром у місті Малага.  Входить до складу Гранадської церковної провінції. Суфраганна діоцезія Гранадської архідіоцезії. Заснована 4 серпня 1486 року. Голова — єпископ Малазький. Центральний храм — Малазький собор.  Площа — 7,283 км². Населення — 1,443,353 ос.; з них католики — 1,371,185 ос. (95.0%). Чинний голова — Антоніо Дорадо Сото, єпископ Малазький.

## Єпископи
- 28 листопада 1969 — 13 квітня 1973: Анхель Сукія-Гойкоечеа
- Антоніо Дорадо Сото

## Статистика
Згідно з «Annuario Pontificio» і Catholic-Hierarchy.org:
| Рік  | Населення | Населення | Населення | Священики | Священики | Священики | Священики           | Диякони | Ченці    | Ченці | Парафії |
| Рік  | католики  | загалом   | %         | загалом   | секулярні | ченці     | вірних на священика | Диякони | чоловіки | жінки | Парафії |
| ---- | --------- | --------- | --------- | --------- | --------- | --------- | ------------------- | ------- | -------- | ----- | ------- |
| 1950 | 661.146   | 667.102   | 99,1      | 252       | 145       | 107       | 2.623               |         | 162      | 1.510 | 193     |
| 1970 | 977.992   | 983.896   | 99,4      | 426       | 279       | 147       | 2.295               | 1       | 239      | 1.641 | 230     |
| 1980 | 1.021.000 | 1.053.000 | 97,0      | 474       | 290       | 184       | 2.154               |         | 273      | 1.560 | 258     |
| 1990 | 1.100.000 | 1.302.000 | 84,5      | 396       | 259       | 137       | 2.777               | 12      | 209      | 1.250 | 263     |
| 1999 | 1.243.422 | 1.308.866 | 95,0      | 359       | 267       | 92        | 3.463               | 14      | 150      | 978   | 249     |
| 2000 | 1.235.653 | 1.300.688 | 95,0      | 372       | 263       | 109       | 3.321               | 15      | 187      | 971   | 249     |
| 2001 | 1.249.262 | 1.315.013 | 95,0      | 383       | 267       | 116       | 3.261               | 14      | 168      | 971   | 250     |
| 2002 | 1.302.478 | 1.371.029 | 95,0      | 381       | 269       | 112       | 3.418               | 14      | 166      | 937   | 250     |
| 2003 | 1.329.235 | 1.399.194 | 95,0      | 392       | 269       | 123       | 3.390               | 16      | 194      | 909   | 250     |
| 2004 | 1.371.185 | 1.443.353 | 95,0      | 398       | 270       | 128       | 3.445               | 16      | 207      | 929   | 250     |
| 2013 | 1.230.823 | 1.641.098 | 75,0      | 342       | 209       | 133       | 3.598               | 15      | 202      | 987   | 251     |